# Hôtel d'Aguesseau
El Hôtel d'Aguesseau es una mansión privada ubicada en el 18 de la rue Séguier, en el 6 distrito de París, Francia.

## Historia

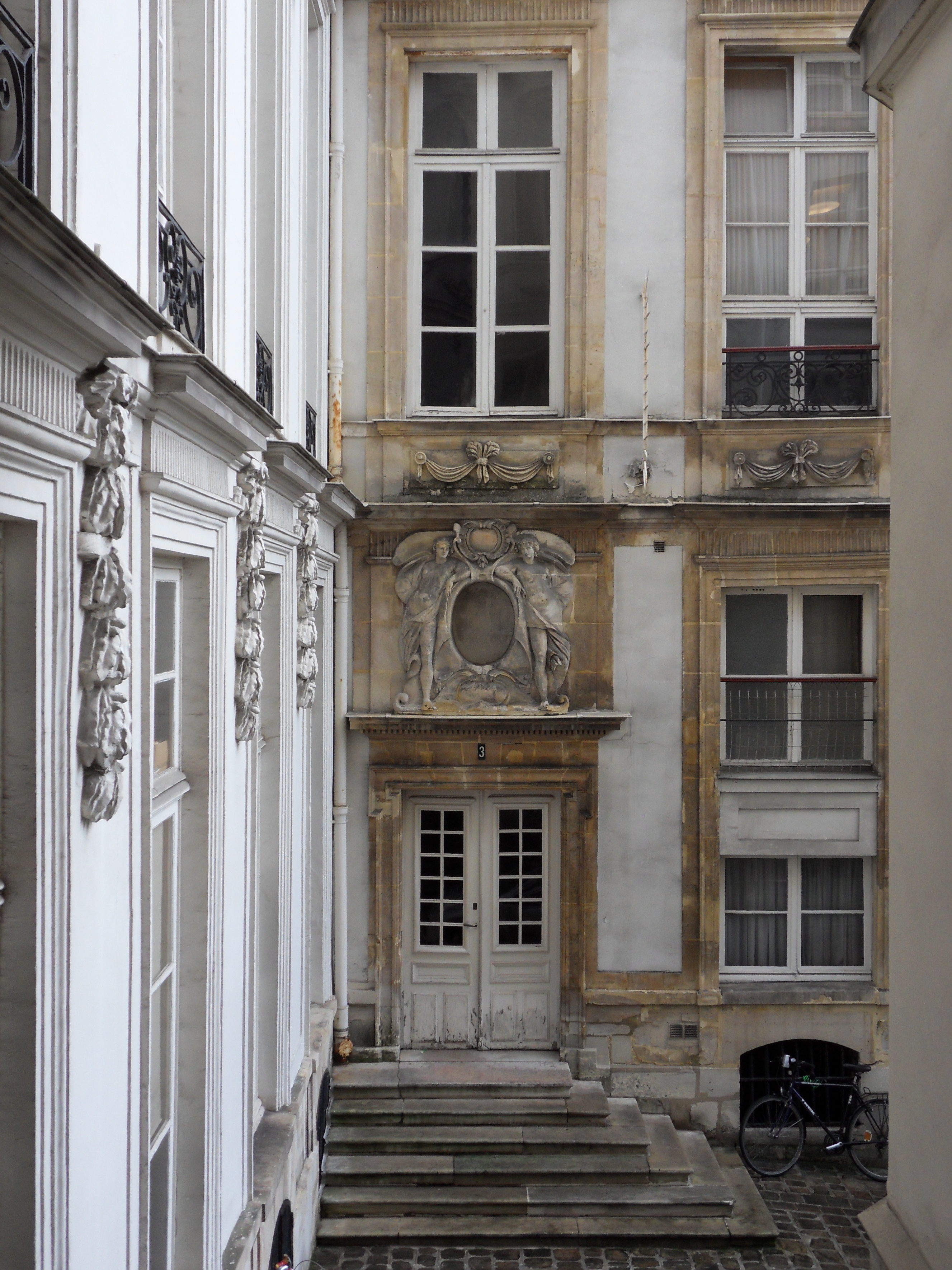
Detalle de la fachada del patio.

Fue la residencia del magistrado Henri François d'Aguesseau.
La puerta monumental que da a la calle así como la fachada del fondo del patio son objeto de una inscripción en conformidad con los monumentos históricos desde el 26 de septembre de 1926.
La editorial Actes Sud se trasladó allí en 1997.